# 76 Pułk Piechoty (austro-węgierski)
Węgierski Pułk Piechoty Nr 76 (niem. Ungarisches Infanterieregiment Nr. 76) – pułk piechoty cesarskiej i królewskiej Armii.

## Historia pułku
Pułk jako jednostka Armii Cesarstwa Austriackiego został utworzony 1 lutego 1860 roku z dwóch batalionów liniowych (Linieninfanterieregiment) 49 pułku piechoty i jednego z 43 pułku piechoty. 
Okręg uzupełnień nr 76 Sopron (niem. Ödenburg) na terytorium 5 Korpusu. Od około sztabu jednostki mieścił się w Klagenfurcie, a stacja głównego okręgu uzupełnień i kancelaria rachunkowa pozostawała w Ödenburgu. Po utworzeniu C. K. Armii w 1868 sztab 76 Węgierskiego pułku piechoty działał w Trieście, a komando rezerwy i stacja okręgu uzupełnień nadal w Ödenburgu. Od około 1872 sztab w Cattaro, od około 1873 w Zara, od około 1874 w Wiedniu.
Kolejnymi szefami pułku byli:
- FML Franz von Paumgarten (1860–1888),
- FZM Franz von John (1866 – †25 V 1876),
- Freiherr Knebel von Treuenschwer (1876–1890),
- FZM Daniel Salis-Soglio (od 1891).

Kolory pułkowe: niebieskoszary (hechtgrau), guziki złote.
Skład narodowościowy w 1914 roku 54% – Niemcy, 39% – Węgrzy.
W 1873 roku sztab pułku stacjonował w Zadarze, a wszystkie bataliony w Sopronie.
W 1894 roku pułk (bez 4. batalionu) stacjonował w Sopronie i wchodził w skład 28 Brygady Piechoty należącej do 14 Dywizji Piechoty, natomiast 4. batalion był detaszowany do Fočy i podporządkowany komendantowi 8 Brygady Górskiej należącej do 1 Dywizji Piechoty.
W latach 1903–1907 sztab pułku razem z 2. i 4. batalionem stacjonował w Ostrzyhomie, 1. batalion w Sopronie, a 3. batalion w Komarnie.
W latach 1909–1914 sztab pułku razem z 2. i 4. batalionem stacjonował w Ostrzyhomie, 1. batalion w Sopronie, a 3. batalion w Trebinju.
W 1914 roku pułk wchodził w skład 14 Dywizji Piechoty.

## Żołnierze
Komendanci pułku
- płk Georg Budich (1873)
- płk Emil Haymerle (1894)
- płk Rudolf Hess (1903–1908)
- płk Maximilian von Hauser (1909–1912)
- płk Johann Boeriu (1913–1914)

Oficerowie
- mjr Władysław Gniewosz
- lekarz pułkowy Józefat Janowski (1893–1896)